# 제프 다이
제프 다이(Jeff Dye, 1983년 2월 4일 ~ )는 미국의 희극인, 배우이다.

## 출연 작품

### 텔레비전
- 미국판 꽃보다 할배 (2016-18) - 본인